# Heinrich Weismann
Heinrich Weismann, född 23 augusti 1808 i Frankfurt am Main, död 1890, var en tysk poet och teolog. Hans texter har tonsatts av bland andra Felix Mendelssohn och Joseph Hartmann Stuntz.